# Nilmar
Nilmar Honorato da Silva, noto semplicemente come Nilmar (Bandeirantes, 14 luglio 1984), è un ex calciatore brasiliano, di ruolo attaccante.

## Caratteristiche
Era un attaccante duttile, una prima punta che poteva anche giocare da seconda punta.

## Carriera

### Club
Cresciuto calcisticamente nell'Internacional, dove venne acquistato per la bassa cifra di cinquecento dollari dal Paços de Ferreira (squadra di terza divisione brasiliana) nel quale si mette in mostra per la sua eccezionale prolificità in zona gol, infatti segna ben 23 gol in 34 partite, giocando da seconda punta.
Passa in seguito in Francia al Lione per 5 milioni di sterline. Nonostante segni due gol (gli unici) al debutto subentrando a partita in corso, Nilmar non trova molto spazio nel Lione e l'estate successiva torna in Brasile, precisamente nel Corinthians. Il 17 agosto 2007 il tribunale del lavoro annulla il contratto tra Nilmar e il Corinthians per il mancato pagamento della somma al Lione. Il mese successivo, precisamente il 13 settembre, Nilmar torna all'Internacional con cui firma un contratto quadriennale.
Il 25 luglio 2009 viene acquistato per 11 milioni di euro dal Villarreal. In questo periodo ottiene anche la convocazione al Mondiale 2010. Con il Villareal ottiene in 3 stagioni 116 presenze e 34 gol fra tutte le competizioni.
Il 16 luglio 2012 passa ai qatarioti dell'Al-Rayyan dove segna 14 gol in 20 presenze.
Il 31 dicembre 2012 è passato in prestito al Lekhwiya SC, con cui ha giocato una sola partita ufficiale, nella quale ha segnato anche un gol. In seguito è ritornato subito all'Al-Rayyan dove ha segnato altri 2 gol in 15 partite.
Il 25 gennaio 2014 si trasferisce all'Al-Jaish. Il 3 agosto dello stesso anno, dopo sole 3 presenze e 2 gol, rescinde il suo contratto con il club.
Nell'estate 2014 torna di nuovo nel suo primo club in Brasile, l'Internacional, con cui ottiene 15 presenze e 5 gol nel Brasilerao.
Nell'estate seguente invece si trasferisce all'Al-Nasr, negli Emirati Arabi.

### Nazionale
Ha esordito nella nazionale brasiliana il 13 luglio 2003 nella partita di Gold Cup contro il Messico; ha segnato il suo primo gol il 18 agosto 2004 nell'amichevole vinta 6-0 contro Haiti.
La seconda marcatura con la nazionale arriva addirittura cinque anni dopo, il 10 giugno 2009, nella vittoria per 2-1 ai danni del Paraguay.
Viene convocato dal CT Carlos Dunga per la vittoriosa FIFA Confederations Cup 2009 nella quale gioca una partita (durante la fase a gironi vinta per 3-0 contro gli Stati Uniti) e vince la manifestazione.
In una partita contro il Cile valida per le qualificazioni ai mondiali, giocata il 9 settembre 2009, Nilmar mette a segno una tripletta nel 4-2 finale.
Viene convocato per il Mondiale 2010 in Sudafrica, in cui gioca 4 delle 5 partite della squadra eliminata ai quarti dai Paesi Bassi, saltando solo la gara con la Costa d'Avorio.
Ha ottenuto in totale dal 2003 al 2011 24 presenze e 9 gol con la nazionale verdeoro.

## Statistiche

### Presenze e reti nei club
| Stagione          | Squadra           | Campionato        | Campionato | Campionato | Coppe nazionali | Coppe nazionali | Coppe nazionali | Coppe continentali | Coppe continentali | Coppe continentali | Altre coppe | Altre coppe | Altre coppe | Totale | Totale |
| Stagione          | Squadra           | Comp              | Pres       | Reti       | Comp            | Pres            | Reti            | Comp               | Pres               | Reti               | Comp        | Pres        | Reti        | Pres   | Reti   |
| ----------------- | ----------------- | ----------------- | ---------- | ---------- | --------------- | --------------- | --------------- | ------------------ | ------------------ | ------------------ | ----------- | ----------- | ----------- | ------ | ------ |
| 2009-2010         | Villarreal        | PD                | 33         | 11         | CR              | 2               | 0               | UEL                | 9                  | 1                  | -           | -           | -           | 44     | 12     |
| 2010-2011         | Villarreal        | PD                | 31         | 11         | CR              | 1               | 0               | UEL                | 12                 | 7                  | -           | -           | -           | 44     | 18     |
| 2011-2012         | Villarreal        | PD                | 21         | 4          | CR              | 2               | 0               | UCL                | 5                  | 0                  | -           | -           | -           | 28     | 4      |
| Totale Villarreal | Totale Villarreal | Totale Villarreal | 85         | 26         |                 | 5               | 0               |                    | 26                 | 8                  |             | -           | -           | 116    | 34     |
| 2012-2013         | Al-Rayyan         | QSL               | 20         | 14         | EQC             | 0               | 0               | ACL                | 6                  | 3                  | -           | -           | -           | 26     | 17     |
| 2013-gen. 2014    | Al-Rayyan         | QSL               | 15         | 2          | EQC             | 1               | 0               | ACL                | 0                  | 0                  | -           | -           | -           | 16     | 2      |
| Totale Al-Rayyan  | Totale Al-Rayyan  | Totale Al-Rayyan  | 35         | 16         |                 | 1               | 0               |                    | 6                  | 3                  |             | -           | -           | 42     | 19     |
| gen.-giu. 2014    | Al-Jaish          | QSL               | 3          | 2          | EQC             | 1               | 0               | ACL                | 8                  | 6                  | -           | -           | -           | 12     | 8      |
| 2014-2015         | Internacional     | A                 | 15         | 5          | CB              | 0               | 0               | CL                 | 8                  | 3                  | CG          | 10          | 1           | 33     | 9      |
| 2015-2016         | Al-Nasr           | PL                | 26         | 11         | CPA+EEC         | 0+5             | 0+2             | ACL                | 6                  | 3                  | SEA         | 1           | 0           | 38     | 16     |
| 2016-2017         | Al-Nasr           | PL                | 0          | 0          | CPA+EEC         | 0+0             | 0+0             | ACL                | 0                  | 0                  | -           | -           | -           | 0      | 0      |
| Totale Al-Nasr    | Totale Al-Nasr    | Totale Al-Nasr    | 26         | 11         |                 | 5               | 2               |                    | 6                  | 3                  |             | 1           | 0           | 38     | 16     |
| 2017-2018         | Santos            | A                 | 2          | 0          | CB              | 0               | 0               | CL                 | 0                  | 0                  | CP          | 0           | 0           | 2      | 0      |
| Totale carriera   | Totale carriera   | Totale carriera   | 166        | 60         |                 | 12              | 2               |                    | 54                 | 23                 |             | 11          | 1           | 243    | 86     |

### Presenze e reti in nazionale
| Cronologia completa delle presenze e delle reti in nazionale ― Brasile | Cronologia completa delle presenze e delle reti in nazionale ― Brasile | Cronologia completa delle presenze e delle reti in nazionale ― Brasile | Cronologia completa delle presenze e delle reti in nazionale ― Brasile | Cronologia completa delle presenze e delle reti in nazionale ― Brasile | Cronologia completa delle presenze e delle reti in nazionale ― Brasile | Cronologia completa delle presenze e delle reti in nazionale ― Brasile | Cronologia completa delle presenze e delle reti in nazionale ― Brasile |
| Data                                                                   | Città                                                                  | In casa                                                                | Risultato                                                              | Ospiti                                                                 | Competizione                                                           | Reti                                                                   | Note                                                                   |
| ---------------------------------------------------------------------- | ---------------------------------------------------------------------- | ---------------------------------------------------------------------- | ---------------------------------------------------------------------- | ---------------------------------------------------------------------- | ---------------------------------------------------------------------- | ---------------------------------------------------------------------- | ---------------------------------------------------------------------- |
| 13-7-2003                                                              | Città del Messico                                                      | Messico                                                                | 1 – 0                                                                  | Brasile                                                                | Gold Cup 2003 - 1º turno                                               | -                                                                      | 73’                                                                    |
| 19-7-2003                                                              | Miami                                                                  | Colombia                                                               | 0 – 2                                                                  | Brasile                                                                | Gold Cup 2003 - 1º turno                                               | -                                                                      |                                                                        |
| 23-7-2003                                                              | Miami                                                                  | Stati Uniti                                                            | 1 – 2 gg                                                               | Brasile                                                                | Gold Cup 2003 - Semifinale                                             | -                                                                      | 16’ 80’                                                                |
| 27-7-2003                                                              | Città del Messico                                                      | Brasile                                                                | 0 – 1 gg                                                               | Messico                                                                | Gold Cup 2003 - Finale                                                 | -                                                                      | 90+1’                                                                  |
| 18-8-2004                                                              | Port-au-Prince                                                         | Haiti                                                                  | 0 – 6                                                                  | Brasile                                                                | Amichevole                                                             | 1                                                                      | 46’                                                                    |
| 10-9-2008                                                              | Rio de Janeiro                                                         | Brasile                                                                | 0 – 0                                                                  | Bolivia                                                                | Qual. Mondiali 2010                                                    | -                                                                      | 76’                                                                    |
| 10-6-2009                                                              | Recife                                                                 | Brasile                                                                | 2 – 1                                                                  | Paraguay                                                               | Qual. Mondiali 2010                                                    | 1                                                                      | 74’                                                                    |
| 18-6-2009                                                              | Pretoria                                                               | Stati Uniti                                                            | 0 – 3                                                                  | Brasile                                                                | Conf. Cup 2009 - 1º turno                                              | -                                                                      | 69’                                                                    |
| 12-8-2009                                                              | Tallinn                                                                | Estonia                                                                | 0 – 1                                                                  | Brasile                                                                | Amichevole                                                             | -                                                                      | 66’ 90’                                                                |
| 9-9-2009                                                               | Salvador                                                               | Brasile                                                                | 4 – 2                                                                  | Cile                                                                   | Qual. Mondiali 2010                                                    | 3                                                                      |                                                                        |
| 11-10-2009                                                             | La Paz                                                                 | Bolivia                                                                | 2 – 1                                                                  | Brasile                                                                | Qual. Mondiali 2010                                                    | 1                                                                      |                                                                        |
| 14-10-2009                                                             | Campo Grande                                                           | Brasile                                                                | 0 – 0                                                                  | Venezuela                                                              | Qual. Mondiali 2010                                                    | -                                                                      |                                                                        |
| 14-11-2009                                                             | Doha                                                                   | Brasile                                                                | 1 – 0                                                                  | Inghilterra                                                            | Amichevole                                                             | 1                                                                      | 81’                                                                    |
| 17-11-2009                                                             | Mascate                                                                | Oman                                                                   | 0 – 2                                                                  | Brasile                                                                | Amichevole                                                             | 1                                                                      |                                                                        |
| 2-3-2010                                                               | Londra                                                                 | Irlanda                                                                | 0 – 2                                                                  | Brasile                                                                | Amichevole                                                             | -                                                                      | 77’                                                                    |
| 2-6-2010                                                               | Harare                                                                 | Zimbabwe                                                               | 0 – 3                                                                  | Brasile                                                                | Amichevole                                                             | -                                                                      | 65’                                                                    |
| 7-6-2010                                                               | Dar es Salaam                                                          | Tanzania                                                               | 1 – 5                                                                  | Brasile                                                                | Amichevole                                                             | -                                                                      | 76’                                                                    |
| 15-6-2010                                                              | Johannesburg                                                           | Brasile                                                                | 2 – 1                                                                  | Corea del Nord                                                         | Mondiali 2010 - 1º turno                                               | -                                                                      | 78’                                                                    |
| 25-6-2010                                                              | Durban                                                                 | Portogallo                                                             | 0 – 0                                                                  | Brasile                                                                | Mondiali 2010 - 1º turno                                               | -                                                                      |                                                                        |
| 28-6-2010                                                              | Johannesburg                                                           | Brasile                                                                | 3 – 0                                                                  | Cile                                                                   | Mondiali 2010 - Ottavi di finale                                       | -                                                                      | 76’                                                                    |
| 2-7-2010                                                               | Port Elizabeth                                                         | Paesi Bassi                                                            | 2 – 1                                                                  | Brasile                                                                | Mondiali 2010 - Quarti di finale                                       | -                                                                      | 77’                                                                    |
| 7-10-2010                                                              | Abu Dhabi                                                              | Iran                                                                   | 0 – 3                                                                  | Brasile                                                                | Amichevole                                                             | 1                                                                      | 67’                                                                    |
| 11-10-2010                                                             | Derby                                                                  | Brasile                                                                | 2 – 0                                                                  | Ucraina                                                                | Amichevole                                                             | -                                                                      | 77’                                                                    |
| 7-6-2011                                                               | San Paolo                                                              | Brasile                                                                | 1 – 0                                                                  | Romania                                                                | Amichevole                                                             | -                                                                      | 46’                                                                    |
| Totale                                                                 |                                                                        | Presenze                                                               | 24                                                                     |                                                                        | Reti                                                                   | 9                                                                      |                                                                        |

## Palmarès

### Club

#### Competizioni nazionali
- Campionato francese: 1

Lione: 2004-2005
- Supercoppa francese: 1

Lione: 2005
- Campionato brasiliano: 1

Corinthians: 2005

#### Competizioni internazionali
- Coppa Sudamericana: 1

Internacional: 2008

### Nazionale
- Confederations Cup: 1

Brasile: 2009